# Ryan Harnden
Pour les articles homonymes, voir Harnden.
Ryan Harnden est un curleur canadien né le 28 juin 1986 à Sault-Sainte-Marie, en Ontario. Il remporte la médaille d'or du tournoi masculin aux Jeux olympiques d'hiver de 2014 à Sotchi, en Russie.